# Libhošť
Libhošť (niem. Liebisch) – gmina w Czechach, w powiecie Nowy Jiczyn, w kraju morawsko-śląskim. Według danych z dnia 1 stycznia 2012 liczyła 1575 mieszkańców.
Miejscowość została po raz pierwszy wzmiankowana w 1411. Od lat 70. XX wieku do 2011 była częścią miasta Nowy Jiczyn.